# Feuerwehr in Malaysia

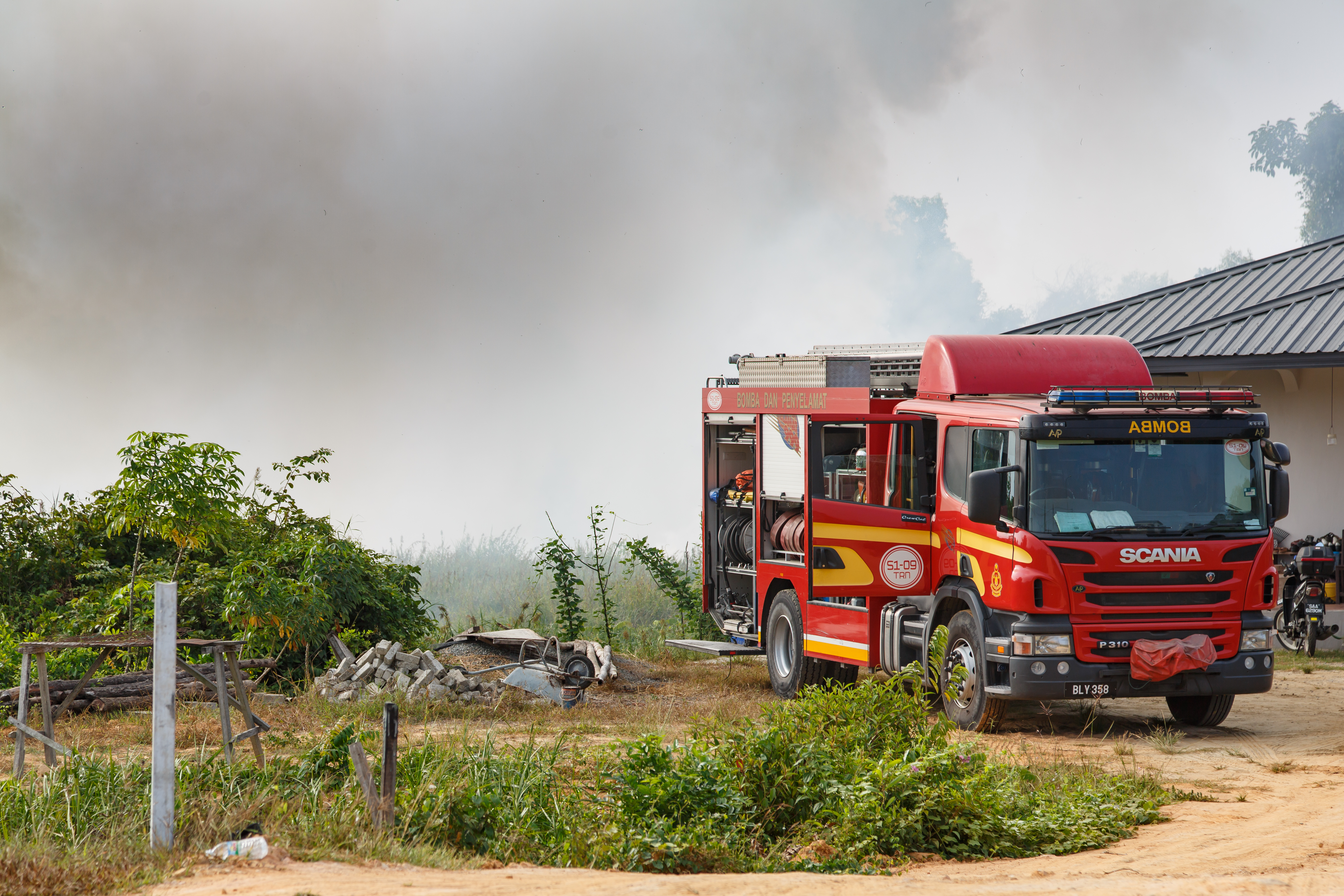
Bereitstellung bei einem Buschfeuer im Bundesstaat Sabah 2016

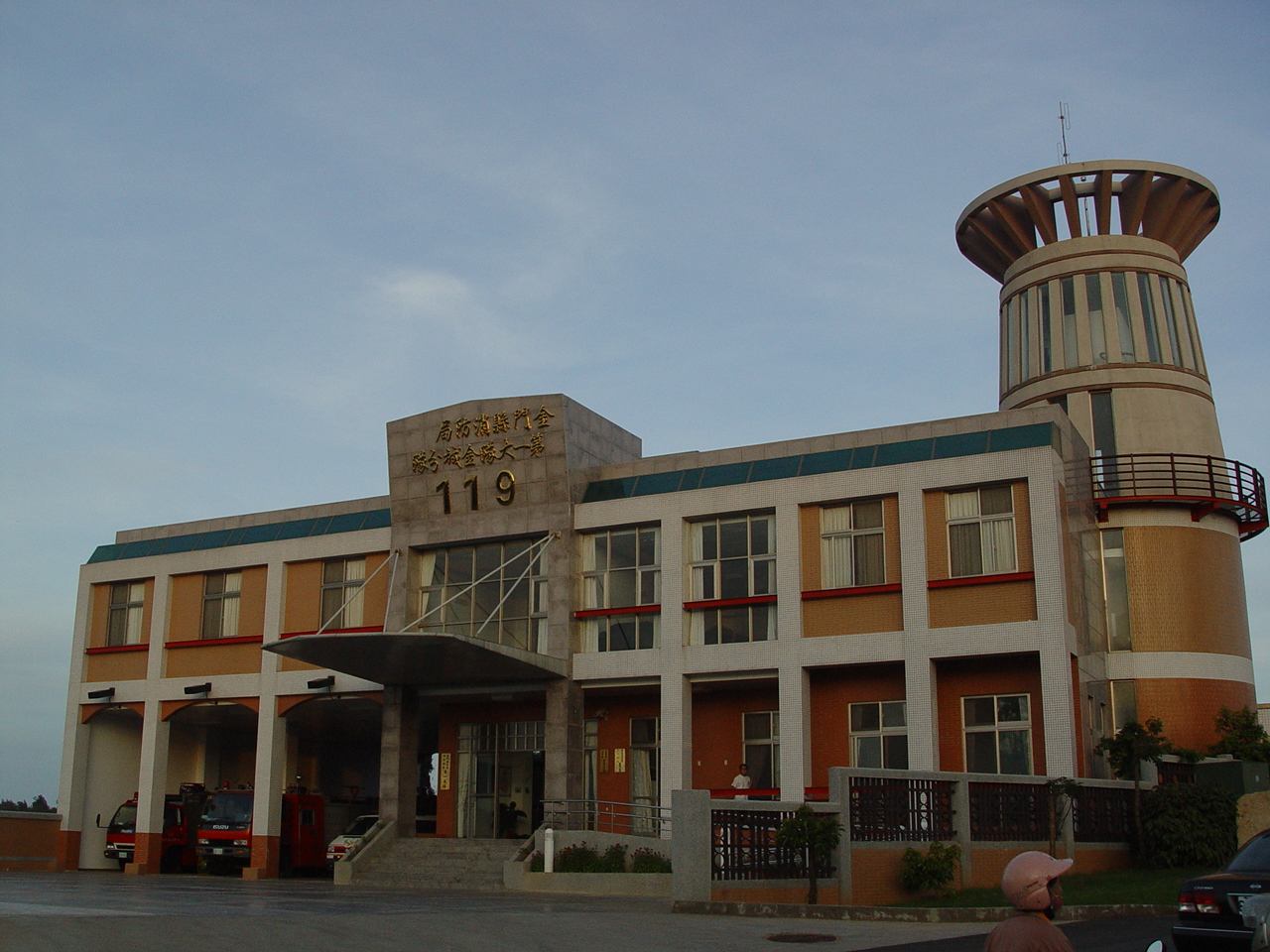
Feuer- und Rettungsbrigade in der Stadt Sandakan

Die Feuerwehr in Malaysia besteht aus rund 8.900 Berufsfeuerwehrleuten und 11.300 freiwilligen Feuerwehrleuten.

## Allgemeines
In Malaysia bestehen 193 Feuerwachen und Feuerwehrhäuser, in denen 426 Löschfahrzeuge und 25 Drehleitern bzw. Teleskopmasten für Feuerwehreinsätze bereitstehen. Insgesamt sind 20.266 Personen, davon 8.928 Berufsfeuerwehrleute und 11.338 freiwillige Feuerwehrleute, im Feuerwehrwesen tätig.
Die Feuerwehr in Malaysia (malaiisch: Jabatan Bomba dan Penyelamat Malaysia (JBPM), Jawi: aابتن بومبا دان ڤڽلامت مليسيا), allgemein bekannt als Bomba, ist eine Bundesbehörde Malaysias, die für die Brandbekämpfung und technische Rettung zuständig ist. Bomba ist ein malaiisches Wort, das vom portugiesischen Bombeiros abgeleitet ist und „Feuerwehrleute“ bedeutet.
Gemäß Abschnitt 5 (1) und (2) des Fire Services Act 1988 (Act 341) sind die Aufgaben des Feuerwehrmanns der malaiischen Feuerwehr wie folgt:
- Löschen, Bekämpfen, Verhindern und Kontrollieren von Bränden
- Schützen von Leben und Eigentum im Brandfall
- Festlegung der Notausgänge, der Wartung und der Regulierung
- Durchführung von Untersuchungen zur Ursache, Ursprung und Umständen eines Brandes
- Durchführung humanitärer Dienste, einschließlich des Schutzes von Leben und Eigentum während einer Katastrophe

Darüber hinaus können malaiische Feuerwehrleute aufgefordert werden, Aufgaben zu erfüllen, die über die beschriebenen Pflichten hinausgehen.

## Geschichte
Die Feuerwehr in Malaysia begann im Jahr 1883 mit der Einrichtung der freiwilligen Feuerwehr- und Rettungskräfte von Selangor unter der Leitung von H. F. Bellamy mit 15 aktiven Männern. Ein Jahr nach dem Ende des Zweiten Weltkriegs wurde die Malayan Union Fire Services (MUS) gegründet und Leutnant W. J. Gerumandi zum Direktor der Malayan Union Fire Services mit Sitz in Kuala Lumpur ernannt.
Infolge des Abkommens der Föderation von Malaya wurde die Verantwortung für die Brandbekämpfung an die einzelnen Landesregierungen übergeben. Die Dienste wurden dann am 1. Januar 1976 als Abteilung auf Bundesebene integriert und dem Ministerium für Wohnungswesen und Kommunalverwaltung zugeordnet. Am 15. Mai 1981 wurde die Abteilung in malaiische Feuerwehr umbenannt.
Am 8. Januar 1997 stimmte das malaiische Ministerkabinett zu, das Wappen, die Flagge und den Namen der malaiischen Feuerwehr zu ändern. Diese Namensgebung wurde am 21. Februar 1997 in einer Zeremonie in der Feuerwehr- und Rettungsstation Genting Highlands in Pahang von Premierminister Mahathir Mohamad offiziell eingeleitet.

## Außergewöhnliche Brandereignisse
21 Schüler und zwei erwachsene Aufseher waren im September 2017 entweder am Rauch erstickt oder in den Flammen in einer Religionsschule umgekommen. Das Unglück ereignete sich in den frühen Morgenstunden im Zentrum der Hauptstadt Kuala Lumpur. Das Feuer in einem Schlafsaal des zweistöckigen Gebäudes aus. Für die Opfer gab es kein Entkommen: Die einzige Tür zu dem Saal im Obergeschoss war durch das Feuer unpassierbar, vor den Fenstern waren Metallgitter angebracht. Der Brand konnte durch die Feuerwehr binnen einer Stunde gelöscht werden, er richtete großen Schaden an.
Im September 2019 waren bei einem Feuer in einem Karaoke-Center mindestens sechs Menschen ums Leben gekommen. Der Brand war am frühen Morgen in der vierten Etage eines achtstöckigen Gebäudes in der Stadt Ipoh ausgebrochen. Die Rettungskräfte hatten am Brandort sechs Menschen vorgefunden, die an Rauchvergiftung gestorben waren. Acht weitere Menschen wurden durch die Feuerwehr gerettet, zwei von ihnen schwebten aber in Lebensgefahr. Die Opfer hatten offenbar nicht den Weg nach draußen gefunden, weil der elektrische Strom ausgefallen war. Daher waren die Wegweiser zu den Ausgängen in dem Gebäude mit insgesamt 30 Karaoke-Räumen auf zwei Stockwerken nicht beleuchtet.

## Feuerwehrorganisation
In der nationalen Feuerwehrorganisation Jabatan Bomba dan Penelamat Malaysia werden besondere Einheiten und Einrichtungen geführt.

### Feuer- und Rettungsakademie
Es bestehen folgende fünf Standorte der Feuerwehr- und Rettungsakademie Malaysias (FRAM) (malaiisch: Akademi Bomba dan Penyelamat Malaysia):
- FRAM-Zentralregion, Kuala Kubu Bharu, Selangor
- FRAM Ostregion, Wakaf Tapai, Marang, Terengganu
- FRAM Nördliche Region, Tronoh, Perak
- FRAM Sabah Region, Kota Kinabalu, Sabah
- FRAM Sarawak Region, Kuching, Sarawak

Die FRAM führt qualifizierte Kurse für Zertifikate und Diplome zu den Bereichen Feuerwehr und Rettung durch.

### Zusätzliche Feuerwehr- und freiwillige Brandbekämpfungsteams
Am 4. Mai 2014 stellte die malaiische Regierung die Hilfsfeuerwehr (malaiisch: Pasukan Bomba Bantuan) im Zusammenhang mit den Feierlichkeiten zum Internationalen Tag der Feuerwehr auf dem Merdeka-Platz in Kuala Lumpur wieder her. Ursprünglich wurde die Hilfsfeuerwehr erstmals im Jahr 1940 gegründet. Nach dem Zweiten Weltkrieg ging sie in den regulären Feuerwehren auf.
Es bestehen Unterschiede zwischen Hilfskräften und Freiwilligen. Hilfsfeuerwehrleute (malaiisch: Pegawai Bomba Bantuan; PBB) werden am FRAM offiziell geschult, während die freiwilligen Feuerwehrleute ihre Ausbildung an staatlichen und regionalen Feuerwachen erhalten. Hilfsfeuerwehrleute unterliegen dem Fire Services Act von 1988 und erhalten von der Regierung eine Zulage. Freiwillige Feuerwehrleute erhalten keine Zulagen von der Regierung, sondern sind Bürger, die ehrenamtlich als Teil freiwilliger Brandbekämpfungsteams an Feuerwehrhäusern arbeiten, die von ihrer örtlichen Gemeinde bezahlt werden. Sie sind durch eine von der malaiischen Regierung bezahlte Unfallversicherung abgesichert.

### Bergsuche und Rettung
Nach dem Erdbeben in Sabah am 5. Juni 2015, von dem Ranau und der Berg Kinabalu betroffen waren, wurde am 23. Juni 2015 aus den Kinabalu-Bergführern der Sabah-Parks ein spezialisiertes Bergsuch- und Rettungsteam (MOSAR) gebildet. In einer Zeremonie in der Feuerwache Ranau wurden 20 Kinabalu-Bergführer zu zusätzlichen Feuerwehrleuten und als Gründungsmitglieder ernannt. MOSAR nimmt seinen Platz unter den Rettungseinheiten der malaiischen Feuerwehr ein, zu denen das Special Tactical Operation and Rescue Team von Malaysia (STORM) und das Multi Skill Team (MUST) gehören.

### Freiwillige Feuerwehr- und Rettungskräfte
Die freiwillige Feuerwehr- und Rettungstruppe (malaiisch: Pasukan Bomba dan Penyelamat Sukarela; BOMPENS) beginnt ihre Geschichte im Jahr 1883. Die moderne Freiwillige Feuerwehr und Rettungstruppe wurde im Jahr 1987 gegründet und gemäß Section 62 (1) (CA) Fire and Rescue geschützt Services Act 1988. Jede Freiwillige Feuerwehr hat ihr eigenes Feuerwehrhaus, ihre Feuerwehrfahrzeuge und Ausrüstung.
Die Hauptaufgabe der freiwilligen Feuerwehr- und Rettungskräfte besteht darin, Brandbekämpfungseinsätze in ihrer Gemeinde durchzuführen. Im Falle eines Brandnotfalls in ihrer Gemeinde sind die Freiwilligen zuerst da, um das Feuer zu bekämpfen. Die sekundäre Rolle besteht darin, die Verbindung zwischen JBPM und ihrer lokalen Gemeinschaft herzustellen. Sie wurden auch von JBPM beauftragt, das Bewusstsein für den Brandschutz zu verbreiten.